# Manuel Rodríguez Vega
Manuel Rodríguez Vega (* 2. August 1942 in Santiago de Chile) ist ein ehemaliger chilenischer Fußballspieler und -trainer. Gemeinsam mit seinem Bruder Juan gehörte er zum Ballet Azul, der legendären Mannschaft von Universidad de Chile, die in den 1960er Jahren mehrere Meistertitel holte.

## Vereinskarriere
Manuel Rodríguez Vega spielte schon in der Jugend von Universidad de Chile und debütierte 1960 in der ersten Mannschaft. Mit Ausnahme der Leihe 1964 zu San Luis de Quillota und einem Wechsel 1974 zu den Los Angeles Aztecs in den USA verbrachte er seine gesamte aktive Karriere beim Ballet Azul, das in den 1960er Jahren eine Ära prägte. Vega gewann mit La U vier Meistertitel in dieser Zeit. 1977 beendete der Defensivspieler seine Karriere bei La U.

## Trainerkarriere
Bei Universidad de Chile kam Manuel Rodríguez Vega 1981 für sechs Monate bis Saisonende als Interimstrainer auf die Trainerbank, nachdem er seit Ende der aktiven Karriere 1977 bis 1980 als Jugendtrainer im Klub gearbeitet hatte. Sein Vorgänger als Cheftrainer, Fernando Riera, musste aufgrund von Krankheit zeitweise aussetzen, weshalb er den Posten befristet übernahm. Nach dieser Zeit trainierte er weitere Vereine in Chile, darunter erneut 1990 und 1991 Universidad de Chile. In den 1990er und 2000er Jahren arbeitete er zusammen mit seinem Bruder Juan in Indonesien, wo er 2004 Persita Tangerang trainierte. 2006 trainierte er die Frauennationalmannschaft Chiles. Danach folgten noch Trainerstationen in unteren Ligen bei Provincial Osorno, CD Ferroviarios und Municipal Salamanca.

## Erfolge
Universidad de Chile
- Chilenischer Meister: 1962, 1965, 1967, 1969

## Sonstiges
Auch die beiden Brüder von Manuel Rodríguez Vega, Juan und Gabriel, sind ehemalige professionelle Fußballspieler. Juan, dessen Söhne auch wieder Profifußballer wurden, nahm an der Fußball-Weltmeisterschaft 1974 teil.